# Rymosia tolleti
Rymosia tolleti är en tvåvingeart som beskrevs av Burghele 1965. Rymosia tolleti ingår i släktet Rymosia och familjen svampmyggor. Inga underarter finns listade i Catalogue of Life.